# Методи планування прибутку
Ме́тоди планува́ння прибу́тку - способи розрахунків та планування прибутку підприємства.

## Метод прямого розрахунку
Цей метод найпоширеніший на підприємствах на сьогоднішній день. Він застосовується, як правило, при невеликому асортименті продукції. Сутність його в тому, що прибуток обчислюється як різниця між виручкою від реалізації продукції (у відповідних цінах за винятком ПДВ і акцизів) і повною її собівартістю.

Розрахунок планового прибутку (Пп) ведеться за наступною формулою:

Пп = ВДп - Вп - ПДВп - ППп;

де:

ВДп — планова сума валового доходу;

Вп — планова сума валових витрат;

ПДВп — планова сума податків, які сплачуються з доходу.

ППп — планова сума податків, які сплачуються з прибутку.

## Аналітичний метод
Розрахунково-аналітичний метод базується на вивченні тенденції змін прибутку і рентабельності та прогнозуванні змін факторів, що впливають на їхню величину.
Величина можливого прибутку визначається за формулою:
Пможл=(Рртп*Тп)/100+∆П∆Ф

де

Рртп — рівень рентабельності товарообороту звітного n-го періоду, %

Тп — плановий товарооборот;

∆П∆Ф — прогнозні зміни прибутку підприємства за рахунок змін факторів, що впливають на його величину.

Цей метод застосовується при великому асортименті продукції, які реалізується підприємством, а також як доповнення до прямого методу, тому що він дозволяє виявити вплив окремих факторів на плановий прибуток.
Обчислення прибутку аналітичним методом включає три послідовних етапи:

1)	визначення рентабельності товарообороту за звітний рік;

2)	обчислення обсягу товарообороту на плановий період потім визначення прибутку на товарну продукцію виходячи з базової рентабельності;

3)	облік впливу на плановий прибуток різних факторів: зниження собівартості продукції, підвищення її якості й сортності, зміна асортиментів, цін і т. д.
Після виконання розрахунків по всім трьох етапах визначається прибуток від реалізації товарної продукції.

Крім прибутку від реалізації товарної продукції в складі прибутку ураховується прибуток від реалізації іншої продукції й послуг нетоварного характеру, прибуток від реалізації основних фондів і іншого майна, а також плановані позареалізаційні доходи й видатки.
При плануванні прибутку важливо визначати точку беззбитковості  та врахувати прогнози продажів щодо очікуваних рівнів ринкових цін.
1. ↑  Тарасюк, Г.М. (2011). Планування діяльності підприємства. Київ: Каравела. с. 243. ISBN 966-8019-04-0.